# Paid to Love
Paid to Love és una pel·lícula muda de comèdia estatunidenca del 1927 dirigida per Howard Hawks i escrita per Malcolm Stuart Boylan, William M. Conselman, Benjamin Glazer, i Seton I. Miller. Els protagonistes eren George O'Brien, Virginia Valli, J. Farrell MacDonald, William Powell, Thomas Jefferson, i Hank Mann. Fou llançada el 23 de juliol de 1927 per Fox Film Corporation.

## Argument
Peter Roberts, un banquer estatunidenc, viatja a un país dels Balcans on es converteix en amic íntim del príncep de la corona. El príncep busca una dona, ja que se suposa que ha de casar-se. Roberts després porta al seu amic a un tuguri on troba a Gaby, la noia perfecta per a ell. Per casar-se, però, ha de pertànyer a un rang adequat i, per tant, abans del casament, el príncep la fa de duquessa.

## Repartiment
- George O'Brien - Príncep de la corona Michael
- Virginia Valli - Gaby
- J. Farrell MacDonald - Peter Roberts
- William Powell - Príncep Eric
- Thomas Jefferson - Rei
- Hank Mann - Sirvent
- Merta Sterling - Donzella

## Recepció
El 1931 la Fox Film Corporation en va fer un remake, una versió en castellà titulada Hay que casar al príncipe dirigida per Lewis Seiler amb José Mojica, Conchita Montenegro i Miguel Ligero.